# 劇団演技者。
劇団演技者。（げきだんえんぎもの）は、2004年4月14日から2006年9月20日までフジテレビにて毎週火曜日（水曜日未明）深夜1時8分 - 1時38分（放送時間変更の場合あり）に放送されていたテレビドラマ。

## 概要
ジャニーズ事務所に所属するメンバーが座長として主演し、一般に舞台などで活躍している劇団とタッグを組み制作される番組。それぞれの話は4話構成で、第4話の放送翌週に総集篇を兼ねた撮影の裏側を特別篇として放送している。また、「特別企画」として、東京グローブ座公演のメイキングを放送することもあった。
なお、フジテレビ公式サイトではドラマとバラエティの両方に分類されているがここでは内容からテレビドラマとして扱う。

## 主な作品

### 第1回公演作：アンラッキー・デイズ 〜ナツメの妄想〜
2004年4月14日 - 5月12日：全4話、2004年5月9日：特別篇（メイキング・ダイジェスト等）
キャスト
- カントク（野村） - 櫻井翔（嵐）：コンビニのバイト。
- サナダ - 小山慶一郎（NEWS）：漫画雑誌編集者。
- ミキ - 平山あや：カントクの元彼女。事実上の主人公。
- お札の夏目漱石&福沢諭吉 - 山口良一
- 着ボイスの声 - 菅井きん
- イガラシの上司 - 河原さぶ：銀行員
- ミキの上司 - 瀬戸陽一朗
- イガラシ - 山崎一：銀行員。コンピューターヲタク。
- クニオ・シュタイナー - 半海一晃：売れっ子漫画家。
- アマノ - 小村裕次郎：銀行強盗。
- ナリタ - 山崎樹範：銀行強盗。
- ノムラ - 清水宏：刑事。カントクの兄。
- サクラ - 皆川猿時
- アネゴ - 長田奈麻：カントクの債権者。
- イサカ - 井澤崇行（猫☆魂）
- カサキ - 堺沢隆史（猫☆魂）
- ヴィン - ヴィンボー神（猫☆魂）
- クラキ -  村木宏太郎（猫☆魂）
- サカイ - 佐々木光弘（猫☆魂）
- イシナガ - 西永貴文（猫☆魂）
- 唄ひ手 - Spanish Gauguin
- ナツメ - ケラリーノ・サンドロヴィッチ

スタッフ
- 原作・脚本：西永貴文
- 演出：堤幸彦

### 第2回公演作：雨が来る
2004年5月16日 - 6月12日：全4話、2004年6月19日：特別篇（メイキング・ダイジェスト等）
キャスト
- 安部 - 三宅健（V6）：フリーター・加害者
- 智子 - かたせ梨乃：団地に住む主婦・被害者
- 登 - 塚本晋也：智子の夫
- 中山 - 石井正則（アリtoキリギリス）：ボランティアの男
- 美紀 - 矢沢心：誠の妻。智子の義妹
- 誠 - 多門優（THE SHAMPOO HAT）：智子の弟
- 井上 - 福田暢秀（THE SHAMPOO HAT）：安部のバイト仲間
- 祈祷師 - 赤堀雅秋（THE SHAMPOO HAT）
- 池田 - マンスール・ジャーニュ：祈祷師の弟子
- 医師 - 児玉貴志（THE SHAMPOO HAT）
- ウエイトレス - 滝沢恵（THE SHAMPOO HAT）

スタッフ
- 原作・脚本 - 赤堀雅秋
- 演出 - 大根仁

### 第3回公演作：勝手にノスタルジー
2004年7月6日 - 7月27日：全4話、2004年8月13日 ：特別篇（メイキング・ダイジェスト等）
キャスト
- 沖ノ島淳二 - 大野智（嵐）：司法試験浪人生
- 古沢志保 - 眞鍋かをり：月岡（ツッキー）の高校時代のガールフレンド
- 橋本君子 - 川俣しのぶ：大家
- 生島哲夫 - 池内万作：月岡の高校時代の親友
- 菊川コージ - 近藤公園（大人計画）：月岡の高校時代の親友
- 花沢タカシ - なすび：月岡の高校時代の親友。沖ノ島の部屋の前の住人。
- 屋台の店主 - 佐原哲郎（sunny side walker）

スタッフ
- 原作・脚本 - 辻野正樹
- 演出 - 森田空海

### 第4回公演作：ストリップ
2004年9月16日 - 10月7日：全4話、2004年10月13日 ：特別篇（メイキング・ダイジェスト等）
キャスト
- 薮木公一 - 今井翼（タッキー&翼）：元劇団の作・演出家、今はストリップ劇場の従業員。
- 立花亜矢 - 星野真里：元・薮木の劇団の女優、今はストリッパー。
- 三代目葵 - 高橋ひとみ：ベテランストリッパー。
- 幸田宏 - つまみ枝豆：テレビ制作会社のプロデューサー。亜矢の婚約者。
- 平山修 - 志賀廣太郎（青年団）：ストリップ劇場の雇われ支配人。
- 吉村諒 - 池田鉄洋（猫のホテル）：ストリップ劇場の従業員。
- 平山佳奈 - 萩原利映（グリング）：修の妹・幼稚園の先生。
- 手島享 - 杉山文雄（グリング）：交番勤務の警官。

スタッフ
- 原作・脚本： - 青木豪
- 演出 - 大谷健太郎

### 第5回公演作：激情
2004年10月20日 - 11月10日 ：全4話、2004年11月17日 ：特別篇（メイキング・ダイジェスト等）
舞台が東北の田舎町であるため、キャストは東北弁を使用した。
キャスト
- 菅原裕一 - 森田剛（V6）：両親が自殺し多額の借金を負っている
- 岩田紀子 - 村上里佳子
- 久保 - 渋川清彦（KEE）：裕一の先輩
- 遠藤政夫 - 伊達暁（阿佐ヶ谷スパイダース）：裕一の友人
- 杉山 - 古澤裕介：かつていじめられていた裕一の友人。現在では成功者。
- 関根 - 真木よう子
- 江口 - 安藤玉恵（ポツドール）
- 岩田の夫 - 杉作J太郎：裕一の親戚
- 田嶋 - 矢島健一：裕一の債権者のヤクザ
- 男1 - 日比大介（THE SHAMPOO HAT）
- 男2 - 米村亮太朗（ポツドール）
- 男3 - 仁志園泰博
- パチンコ屋店員 - 石井裕太（ポツドール）
- パチンコ屋で隣に座った男 - 小林康浩

スタッフ
- 原作・脚本 - 三浦大輔
- 演出 - 大根仁

### 第6回公演作：オートマチック
2004年11月24日 - 12月15日：全4話、2004年12月22日：特別篇（メイキング・ダイジェスト等）
キャスト
- 城田 - 城島茂（TOKIO）：取り残された会社員
- 桜井 - 相武紗季：万引きをした女子高生
- 南部 - 田山涼成：夫婦喧嘩の末、家を飛び出した男
- 三田 - 竹内都子：桜井を追う女
- 湯本 - 正名僕蔵（大人計画）：取り残された会社員・城田の同僚
- 藤山 - 近江谷太朗：トラックの運転手
- 中野 - 木下政治（劇団M.O.P.）：城田と湯本を置き去りにした男。城田の同僚。
- 妖怪 - なんきん（WAHAHA本舗）：「大仏ころころ」にでる妖怪
- 南部の妻 - 時任歩

スタッフ
- 原作 - 倉持裕
- 脚色 - 渡辺雄介
- 演出 - 池添博

### 第7回公演作：ビューティフル・サンデイ
2005年1月12日 - 2月2日：全4話、2005年2月9日：特別篇（メイキング・ダイジェスト等）
キャスト
- 小笠原浩樹 - 三宅健（V6）：画家を目指す学生。25歳。
- 戸川秋彦 - 鶴見辰吾：ファミレスの店長。35歳。
- 三枝ちひろ - 西田尚美：区役所の戸籍係。32歳。
- 秋彦の母親 - 銀粉蝶

スタッフ
- 原作・脚本 - 中谷まゆみ
- 演出 - 西川誠也

### 第8回公演作：眠れる森の死体
2005年2月16日 - 3月9日：全4話、2005年3月16日 ： 特別篇（メイキング・ダイジェスト等）
キャスト
- エイジ - 生田斗真（ジャニーズJr.）：予備校生。19歳
- オサナイ - 風間俊介（ジャニーズJr.）：高校生。18歳
- あきら - 伴杏里：高校生。18歳
- ヒロミ - 星野源（大人計画）：オサナイの同級生。18歳
- 猪瀬 - 石丸謙二郎：エイジの父。大学病院の医師。
- 境医師 - 奥田達士（劇団M.O.P.）：猪瀬の部下。
- 芦原麻酔医 - 猫背椿（大人計画）

スタッフ
- 原作・脚本 - 古城十忍
- 脚色 - 渡辺雄介
- 演出 - 西川誠也

### 第9回公演作：あたらしい生き物
2005年4月13日 - 5月4日：全4話、2005年5月11日： 特別篇（メイキング・ダイジェスト等）
キャスト
- 小野崇 - 長野博（V6）：峠を過ぎたボクサー
- 小野由佳里 - 伊藤裕子：小野の妻
- 金原英二 - 山崎裕太：小野の後輩ボクサー
- 会長 - 林家木久蔵：小野が所属するジムの会長
- トレーナー - 竹原慎二
- 小野トキオ - 神林秀太：小野の息子
- 鶴巻 - 市川しんぺー（猫のホテル）：小野と仲の良いボクサー
- 髪の長い女 - 小林涼子
- カメラマン - 佐藤累央（扉座）：由佳里の後輩カメラマン
- ジャッカル内海 - 閔東旭：小野の対戦相手
- 大学生1 - 日下部そう（ポかリン記憶舎）
- 大学生2 - 青木宏幸
- 大学生3 - 數間優一
- 大学生4 - 芦原健介（スロウライダー）
- 内海の後輩 - 戸田修輔
- 練習生1 - 田中光吉
- トキオの担任 - 峯村リエ（ナイロン100℃）
- 刑事 - 佐藤二朗（ちからわざ）：小野を付け狙う刑事

スタッフ
- 原作・脚本 - 山中隆次郎
- 演出 - 大根仁

### 第10回公演作：あの娘ぼくがロングコント決めたらどんな顔するだろう
2005年5月25日 - 2005年6月15日： 全4話、2005年6月22日：特別篇（メイキング・ダイジェスト等）
キャスト
- ジャックナイフ・天野ジャック - 町田慎吾（Musical Academy）：売れない若手芸人
- ジャックナイフ・西能ナイフ - 屋良朝幸（Musical Academy）：売れない若手芸人
- ユキ子 - いとうあいこ
- まどか - 杏さゆり
- 二度寝家ぱん駄 - ルー大柴：大御所売れっ子芸人
- ハブまん兄さん - マギー：中堅ピン芸人
- 中華料理屋の店長 - 住田隆：元芸人でハブまんの相方
- 盗田ばいく - 山岸拓生（拙者ムニエル）：先輩若手芸人
- 盗田はしる - 市川訓睦（拙者ムニエル）：先輩若手芸人
- カミカゼギャルズ・シノブ - 伊藤修子（拙者ムニエル）：新人女コンビ
- カミカゼギャルズ・タエ - 成田さほ子（拙者ムニエル）：新人女コンビ
- サキ - 内野亜彩：中華料理屋店長の娘
- 豆ノ木 - 村上大樹（拙者ムニエル）：中華料理屋の店員

スタッフ
- 原作・脚本 - 村上大樹
- 演出 - 大根仁

### 第11回公演作：石川県伍参市
2005年6月29日 - 2005年7月20日： 全4話、2005年7月27日 : 特別篇（メイキング・ダイジェスト等）
キャスト
- 川瀬ジュン - 櫻井翔（嵐）：引きこもり
- 北居籐治 - 高岡蒼甫：ジュンの友人。ジュンのところへコレクションと称して変人奇人を連れてくる。
- 椚萌絵 - 吉井怜：ジュンの小学生時代の同級生。いじめられっ子
- 椚志絵 - 吉本菜穂子：萌絵の姉。
- 瀬藤ミナリ - あじゃ：北居がジュンのためにつれてきたガールフレンド
- 伊佐尾久志 - 森田ガンツ（猫のホテル）：伍参市役所観光課勤務の公務員
- 北居時子 - つぐみ：ジュンのひきこもりの原因となった美女

スタッフ
- 原作・脚本 - 本谷有希子
- 演出 - 納戸正明

### 第12回公演作：冬のユリゲラー
2005年8月10日 - 2005年8月31日：全4話、2005年9月7日：特別篇（メイキング・ダイジェスト等）
キャスト
- 筧（かけい） - 今井翼（タッキー&翼）：透視能力者
- 桜井 - 小野真弓：『超能力激論バラエティー 冬のユリゲラー』AD
- 三宅 - 近藤公園（大人計画）：読心術者
- 井出 - 加藤啓（拙者ムニエル）：電化製品の電流を操る。
- 小山 - ノゾエ征爾（はえぎわ）：時間停止（テレポーテーション）能力者。
- 河岡 - 池田鉄洋（猫のホテル）：念動力者
- 神田 - 千原ジュニア（千原兄弟）：細男（ほそおとこ）
- 早乙女 - 村松利史：喫茶店「カフェ・ド・念力」マスター
- 中国の透視少女 - 徳永帆南：偽透視能力者
- 中国の透視少女の親 - 八尋岳美：偽透視能力者の母親

スタッフ
- 原作・脚本 - 上田誠（ヨーロッパ企画）
- 演出 - 納戸正明

### 第13回公演作：家が遠い
2005年9月14日 - 10月26日：全4話、2005年11月2日：特別篇（メイキング・ダイジェスト等）
キャスト
- 久米 - 増田貴久（NEWS）：中学生
- 小島 - 加藤成亮（NEWS）：中学生
- 木田 - 草野博紀（NEWS）：中学生
- 富山ヒロアキ - 手越祐也（NEWS）：無口な中学生。通学路で横になる。しゃべることが嫌い。
- 富山の姉 - 水川あさみ：高校生

スタッフ
- 原作・脚本 - 前田司郎
- 演出 - 古厩智之

### 第14回公演作：ロンリー・マイルーム
2005年11月9日 - 11月30日：全4話、2005年12月7日：特別篇（メイキング・ダイジェスト等）
キャスト
- 大谷夏来 - 横山裕（関ジャニ∞）：一人暮らしをしようとしている大学生。水野に密かに惚れている。
- 水野由江 - 松本まりか：夏来のバイトの後輩。天然。
- 藤波浩治 - 弓削智久：夏来の友人。引越屋。
- 木下聡 - 上地雄輔：夏来の友人。
- 古賀麻美 - 臼田あさ美：夏来の友人。木下の元彼女。
- 白石久美子 - 岡元夕紀子：夏来の新居の大家
- 橋本慎吾 - 谷川功：藤波の後輩。引越屋のバイト。
- 馬場昭一 - 斉藤岳：藤波の後輩。引越屋のバイト。
- 大谷愛子 - 森下愛子：息子離れしない母親。

スタッフ
- 原作・脚本 - 森角威之
- 演出 - 内田英治

### 第15回公演作：男の夢
2006年1月11日 - 2月8日：全5話。※通常とは違い全5話構成なので、本放送当時は「特別篇」（メイキング・ダイジェスト等）が放送されなかったが、2006年8月1日25:08 -の「蔵出し総集篇」で、約8分半のメイキングが放送された。
キャスト
- 山崎 - 生田斗真（ジャニーズJr）：カラオケサークル所属の大学生。童貞。
- 石井 - 山崎裕太：山崎の後輩。女慣れしている。
- 浅野 - 中山祐一朗（阿佐ヶ谷スパイダース）：山崎の友人
- 宮本 - 米村亮太朗（ポツドール）：山崎の友人。浮き気味。
- 西村 - 古澤裕介：山崎の友人。
- 和田 - 宮崎吐夢（大人計画）：山崎の先輩
- 横山 - 瀬戸早妃
- 武田 - 木南晴夏
- 野口 - 安藤玉恵（ポツドール）
- 田村 - 近藤春菜（ハリセンボン）
- 店員 - 渋川清彦：カラオケ店員

スタッフ
- 原作・脚本 - 三浦大輔
- 演出 - 大根仁

### 第16回公演作：ナーバスな虫々
2006年2月15日 - 3月8日：全4話、2006年3月15日：特別篇（メイキング・ダイジェスト等）
キャスト
- 積田理科夫 - 佐藤アツヒロ：フリーライター
- 珠井妃価子 - 吉岡美穂：理科夫の友人
- 積田捺枝 - さくら：理科夫の妹
- 泊唯介 - 桐谷健太：部屋を下見に来た2人組の一人。荒巻の友人。
- 荒巻揚平 - 多田淳之介（動物電気／東京デスロック）：部屋を下見に来た2人組
- 藻呂芽依子 - キタキマユ：理科夫の恋人
- 宇近偲 - 人見英伸（iOJO!）：芽衣子が恋心を抱く男性
- 破戸山寛 - 板尾創路：理科夫の隣人

スタッフ
- 原作・脚本 - 黒川麻衣
- 演出 - 納戸正明

### 第17回公演作：レプリカ
2006年4月12日 - 5月3日：全4話、2006年5月10日：特別篇（メイキング・ダイジェスト等）
キャスト
- 宮田 - 坂本昌行（V6）：潤子の主治医である町医者。専門は産婦人科
- 並木潤子 - 板谷由夏：ストーカー行為により精神を病んで療養中
- 楠 - 森岡龍：叔父・谷村の家に居候する若者
- 谷村 - 諏訪太朗：潤子が通う絵画教室の画家
- 矢島 - 宮島健：並木が働く牧場主
- 宮田恭子 - 理絵：宮田の妻
- 並木 - 六平直政：潤子の父親。娘の療養のため会社をやめ、田舎に転居し矢島の牧場に勤める。

スタッフ
- 原作 - 鐘下辰男（演劇企画集団THE・ガジラ）
- 脚色 - 高木登
- 演出 - 西川誠也

### 第18回公演作：さよなら西湖クン
2006年5月17日 - 6月7日：全4話、2006年6月14日：特別篇（メイキング・ダイジェスト等）
キャスト
- 飯島ナオヤ - 今井翼：ナオ。東高校野球部OB・元キャッチャー。現在はガソリンスタンド店員。
- 米田ヒロコ - 佐藤めぐみ：ヨネ。東高校野球部・元マネージャー。現在は保育士。
- 根岸ツネヒサ - 小椋毅（モダンスイマーズ）：ネギシ。東高校野球部OB。現在はヒモ。
- 大河内ヤスオ - 西條義将（モダンスイマーズ）：ヤス。東高校野球部OB。現在は実家の酒屋の手伝い。
- 遠山マサル - 古山憲太郎（モダンスイマーズ）：トオヤマ。東高校野球部OB・元主将。現在は会社員。
- 西湖ススム - 海東健：ニシコ。東高校野球部OB・元エース。現在はプロ野球選手。

スタッフ
- 原作・脚本 - 蓬莱竜太（モダンスイマーズ）
- 演出 - 窪田崇

### 第19回公演作：インテリジェンス
2006年6月28日 - 7月19日：全4話、2006年7月26日：特別篇（メイキング・ダイジェスト等）
キャスト
- はじめ君 - 大倉忠義（関ジャニ∞）：出張風俗従業員
- まー君 - 山本浩司：出張風俗従業員
- モモ - 三津谷葉子：新人出張風俗嬢
- アリス - 阿井莉沙：出張風俗嬢
- 正義 - 菅原永二（猫のホテル）：パシリの警察官
- 明美さん - 江本純子（毛皮族）：古株の出張風俗嬢
- 藤本 - 土佐和成（ヨーロッパ企画）：一番下っ端の出張風俗従業員
- 桜井 - 宍戸美和公（大人計画）：元保育士
- 武丸先輩 - 千原靖史（千原兄弟）：出張風俗経営者。伝説の元ヤン
- 大五寺先生 - 木下ほうか：マッドサイエンティスト気味の医者。

スタッフ
- 演出 - 納戸正明

### 第20回公演作：カーラヂオが終われば
2006年8月8日 - 8月29日：全4話、2006年9月5日：特別篇（メイキング・ダイジェスト等）
キャスト
- 上野 - 加藤成亮（NEWS）：合宿免許受講者・東京の大学生
- アヤ - 金子さやか：合宿免許受講者・古株でお局的存在
- 桜井 - 檜山豊（ホーム・チーム）：合宿免許受講者・親分風を吹かせる。
- 馬場 - 与座嘉秋（ホーム・チーム）：合宿免許受講者・気弱で桜井の舎弟的存在
- 木下 - 朱源実：合宿免許受講者・元経営者
- カナ - 高木梓：合宿免許受講者・馬場が恋している。実は子持ち。
- 仙波 - オレノグラフィティ（劇団鹿殺し）：関西から来た合宿免許受講者
- ヒメ - 幸田尚恵（アーノルドシュワルツェネッガー）：合宿免許受講者・仙波の彼女。ギャル
- りん - 長谷部瞳：上野の彼女。血液の病気により東京の病院で入院中。
- 寮長 - 長江英和：合宿所の寮長
- 石田 - 光石研：自動車教習所の教官

スタッフ
- 原作・脚本 - 石山英憲（Theatre劇団子）
- 音楽 - Ashura Strauss
- 演出 - 伊藤秀隆

## スタッフ
- 総合演出 - 大根仁（オフィスクレッシェンド）
- プロデューサー - 矢吹東／杉尾敦弘（フジテレビ）、松戸信樹（オフィスクレッシェンド）
- 技術協力 - 池田屋、阿呍、TAMCO、IMAGICA、タルス
- 美術協力 - フジアール
- 制作協力 - オフィスクレッシェンド